# مارجوری (ترانه)
«مارجوری» (انگلیسی: Marjorie) ترانه‌ای است که توسط خواننده-ترانه‌سرای آمریکایی تیلور سوئیفت ضبط شده‌است. این ترانه از نهمین آلبوم استودیویی سوئیفت با عنوان همیشگی (۲۰۲۰) گرفته شده، که در ۱۱ دسامبر ۲۰۲۰ توسط ریپابلیک رکوردز منتشر شد. «مارجوری» ادای احترامی از سوئیفت به مادربزرگش مارجوری فینلی که یک خواننده اپرا بود، است. «مارجوری» با استقبال گسترده منتقدان روبرو شد، و ستایش به خاطر احساسات، اشعار و تهیه آن بود. بسیاری از منتقدان آن را به عنوان یک قطعه برجسته در همیشگی انتخاب کردند و آن را یکی از پرشورترین ترانه‌های سوئیفت لقب دادند.